# Oldowayen
Objets typiques
galets aménagés, nucléus
L'Oldowayen est une industrie lithique du Paléolithique inférieur, caractérisée par sa technique rudimentaire. Les différentes variétés oldowayennes sont aujourd'hui dites industries lithiques de mode 1.

## Historique
L'Oldowayen doit son nom au vaste complexe de sites archéologiques et fossilifères des gorges d'Olduvaï en Tanzanie, où il a été reconnu et défini par Louis et Mary Leakey en 1936.
À l'origine, le terme ne désignait que les industries comprises entre 2,6 et 1,4 millions d'années avant le présent en Afrique de l'Est. Par extension, il en est venu à désigner l'ensemble des industries antérieures au mode 2 ou Acheuléen, y compris hors d'Afrique. En France, les termes Chelléen et Abbevillien étaient aussi employés pour désigner des industries à bifaces grossiers antérieures à l'Acheuléen, mais ils sont progressivement tombés en désuétude.

## Caractéristiques techniques
Traditionnellement, l'Oldowayen est considéré comme une industrie à « galets aménagés » : l'artisan prélève un bloc qu'il façonne rapidement en outil en enlevant des éclats sur une face ou sur deux faces. Cette vision a tendance à être nuancée dans la mesure où il n'est pas clairement établi que les éclats étaient des sous-produits et non pas les éléments recherchés. Les « choppers » oldowayens pourraient être en fait des nucléus très simples.

## Chronologie
Les outils lithiques les plus anciens connus ont longtemps été ceux du site de Kada Gona (Bas-Awash), en Éthiopie, datés de 2,55 millions d'années.
En 2011 a été découvert le site de Lomekwi 3, à l'ouest du lac Turkana, au Kenya. Il a livré des objets de pierre taillée décrits en 2015 et datés de 3,3 millions d'années, soit les plus anciens outils préhistoriques connus à ce jour. Le nom de Lomekwien a été proposé pour désigner cette industrie lithique antérieure de 700 000 ans à l'Oldowayen et d'aspect encore plus archaïque.
Les outils oldowayens d'Afrique de l'Est sont généralement attribués à Homo habilis, mais on a souvent trouvé sur les mêmes sites archéologiques des restes fossiles de Paranthropus boisei. On n'a pas de fossiles actuellement, prouvant ou pas que des espèces pré-humaines (australopithèques, parantrophes ou kenyanthropes) aient utilisé ce genre d'outils très primitifs. Mais cette datation de 3,3 millions d'années peut à nouveau poser la question.
A l'inverse, concernant la fin de son utilisation, bien que l'industrie de mode 2 de l'Acheuléen soit apparue en Afrique de l'Est dès 1,76 million d'années avant le présent (probablement à l'initiative d'Homo ergaster), différentes espèces du genre Homo ont continué de pratiquer des variétés de l'industrie oldowayenne sur tous les continents pendant de longues périodes après cette date. En Europe notamment, l'Oldowayen n'a été supplanté par l'Acheuléen qu'à partir de 665 000 ans avant le présent, soit plus d'un million d'années après l'apparition du mode 2.

## Principaux sites

### Afrique
La carte ci-contre indique les sites oldowayens de Koobi Fora (Kenya) et d'Olduvaï (Tanzanie).

### Europe
En 2024, des outils de mode 1 sont découverts à Korolevo (oblast de Transcarpatie, Ukraine), dans un paléosol daté à 1,42 ± 0,10 Ma par le rapport des isotopes cosmogéniques 26Al et 10Be. C'est la zone la plus froide connue pour avoir été occupée par les premiers humains sortis d'Afrique, dont on pensait jusque là qu'ils n'avaient progressé vers l'Asie qu'en restant sous des climats méditerranéens,.

## Oldowayen évolué
M. Leakey et quelques autres chercheurs ont employé l'expression Developed Oldowan, ou Oldowayen évolué, pour désigner des ensembles lithiques d'Afrique de l'Est contemporains de l'Acheuléen, mais comportant peu de bifaces. Ces ensembles auraient été réalisés par des groupes aux traditions distinctes des groupes acheuléens. Le point de vue qui consiste à voir dans les différences entre Acheuléen et Oldowayen évolué l'expression de fonctions de sites distinctes est toutefois plus répandu.